# میاگاوا چوشون
میاگاوا چوشون (ژاپنی: 宮川 長春؛ ۱ ژانویهٔ ۱۶۸۳ – ۱۸ دسامبر ۱۷۵۳) نقاش اهل ژاپن بود.